# Championnats de France d'athlétisme 1997
Navigation
Championnats 1996 Championnats 1998
Les Championnats de France d'athlétisme « Élite » 1997 ont eu lieu du 4 au 6 juillet 1997 au Stade Pierre-Aliker de Fort-de-France. Pour la première fois, des championnats nationaux d'athlétisme se déroulent en dehors de la métropole pour l'ensemble des disciplines sauf les épreuves combinées (décathlon et heptathlon) qui se passent au Val-de-Reuil près de Rouen dans le vent et sous la pluie.

## Palmarès
| Discipline        | Hommes              | Hommes         | Femmes             | Femmes         |
| ----------------- | ------------------- | -------------- | ------------------ | -------------- |
| 100 m             | Stéphane Cali       | 10 s 26        | Frédérique Bangué  | 11 s 30        |
| 200 m             | Christophe Cheval   | 20 s 51        | Christine Arron    | 22 s 57        |
| 400 m             | Stéphane Diagana    | 45 s 98        | Marie-Louise Bévis | 52 s 82        |
| 800 m             | David Divad         | 1 min 48 s 67  | Karen Goetze       | 2 min 07 s 09  |
| 1 500 m           | Driss Maazouzi      | 3 min 43 s 17  | Frédérique Quentin | 4 min 16 s 13  |
| 5 000 m           | Abdellah Béhar      | 13 min 41 s 80 | Zahia Dahmani      | 15 min 56 s 57 |
| 100 m haies       | -                   | -              | Patricia Girard    | 12 s 83        |
| 110 m haies       | Sébastien Thibault  | 13 s 57        | -                  | -              |
| 400 m haies       | Pascal Maran        | 49 s 66        | Anne Renaud        | 57 s 37        |
| 3 000 m steeple   | Karim Kiche         | 8 min 39 s 33  | -                  | -              |
| Saut en longueur  | Kader Klouchi       | 8,08 m         | Linda Ferga        | 6,75 m         |
| Triple saut       | Georges Sainte-Rose | 17,25 m        | Betty Lise         | 14,34 m        |
| Saut en hauteur   | Didier Detchénique  | 2,19 m         | Marie Collonvillé  | 1,85 m         |
| Saut à la perche  | Jean Galfione       | 5,60 m         | Aurore Pignot      | 3,90 m         |
| Lancer du poids   | Jean-Louis Lebon    | 18,26 m        | Laurence Manfredi  | 17,44 m        |
| Lancer du disque  | Jean Pons           | 62,40 m        | Isabelle Devaluez  | 56,92 m        |
| Lancer du marteau | Raphaël Piolanti    | 76,74 m        | Cécile Lignot      | 58,74 m        |
| Lancer du javelot | David Brisseault    | 74,32 m        | Sarah Walter       | 55,94 m        |
| Décathlon         | Lionel Marceny      | 7 693 pts      | -                  | -              |
| Heptathlon        | -                   | -              | Guilaine Graw      | 5 527 pts      |